# Giedrius Ruseckas
Giedrius Ruseckas (* 1983 in Zarasai) ist ein litauischer Jurist und Politiker, ehemaliger Vizeminister (ab 2017).

## Leben
Nach dem Abitur an der Mittelschule absolvierte Giedrius Ruseckas das Diplomstudium der Rechtswissenschaft an der Vilniaus universitetas in der litauischen Hauptstadt Vilnius. Danach arbeitete er bei Centrinė projektų valdymo agentūra als Berater für Öffentliche Aufträge und in der Unternehmensgruppe Lietuvos energija. Von Oktober 2017 bis 2020 war Giedrius Ruseckas Beamter am Justizministerium Litauens, Stellvertreter der Justizministerin Milda Vainiutė im Kabinett Skvernelis (statt der zurückgetretenen Justas Pankauskas und Griciūnas).